# وعلاناوايات
الوعلاناوايات أو الكومليناوايات (الاسم العلمي: Commelinanae) هي طبقة نباتية تتبع صنف كوملينانيات من طائفة أحاديات الفلقة.

## رتب الوعلاناوايات
تتألف هذه الطبقة من الرتبتين:
- وعلانيات
- قبئيات